# ジョシュア・ヴァン
ジョシュア・ヴァン（Joshua Van、2001年10月10日 - ）は、ミャンマーの男性総合格闘家。チン州ハカ出身。4オンス・ファイトクラブ所属。UFC世界フライ級ランキング1位。ミャンマー人初のUFC選手。

## 来歴
ミャンマーのハカで生まれる。その後、母国の情勢悪化のため、10歳の時にマレーシアへ移住し、3年後にはアメリカ合衆国テキサス州ヒューストンへ移住した。19歳で格闘技のトレーニングを始め、2021年にプロ総合格闘技デビュー。

### UFC
2023年6月24日、UFC初参戦となったUFC on ABC: Emmett vs. Topuriaでジャルガス・ジュマグロフと対戦し、2-1の判定勝ち。
2024年7月13日、UFC on ESPN: Namajunas vs. Cortezでチャールズ・ジョンソンと対戦し、右フックを効かされ追撃の右アッパーで3RKO負け。
2024年12月7日、UFC 310でフライ級ランキング14位のコーディ・ダーデンと対戦し、3-0の判定勝ち。
2025年3月8日、UFC 313で鶴屋怜と対戦し、3-0の判定勝ち。なお、この試合はUFC史上初となる2000年代生まれ同士の対戦となった。
2025年6月7日、UFC 316でフライ級ランキング12位のブルーノ・シウバと対戦し、右フックでダウンを奪いパウンドで3RTKO勝ち。
2025年6月28日、UFC 317でフライ級ランキング1位のブランドン・ロイバルと対戦し、3-0の判定勝ち。ファイト・オブ・ザ・ナイトを受賞した。負傷欠場したマネル・ケイプの代役の為、前戦から僅か3週間の試合間隔となった。

## 戦績
| 総合格闘技 戦績 | 総合格闘技 戦績 | 総合格闘技 戦績 | 総合格闘技 戦績 | 総合格闘技 戦績 | 総合格闘技 戦績 | 総合格闘技 戦績 |
| --------------- | --------------- | --------------- | --------------- | --------------- | --------------- | --------------- |
| 17 試合         | (T)KO           | 一本            | 判定            | その他          | 引き分け        | 無効試合        |
| 15 勝           | 7               | 2               | 6               | 0               | 0               | 0               |
| 2 敗            | 1               | 1               | 0               | 0               | 0               | 0               |

| 勝敗 | 対戦相手                   | 試合結果                                   | 大会名                                                                      | 開催年月日     |
| ○    | ブランドン・ロイバル       | 5分3R終了 判定3-0                          | UFC 317: Topuria vs. Oliveira                                               | 2025年6月28日  |
| ○    | ブルーノ・シウバ           | 3R 4:01 TKO（右フック→パウンド）           | UFC 316: Dvalishvili vs. O'Malley 2                                         | 2025年6月7日   |
| ○    | 鶴屋怜                     | 5分3R終了 判定3-0                          | UFC 313: Pereira vs. Ankalaev                                               | 2025年3月8日   |
| ○    | コーディ・ダーデン         | 5分3R終了 判定3-0                          | UFC 310: Pantoja vs. Asakura                                                | 2024年12月7日  |
| ○    | エドガー・チャイレス       | 5分3R終了 判定3-0                          | UFC 306: O'Malley vs. Dvalishvili                                           | 2024年9月14日  |
| ×    | チャールズ・ジョンソン     | 3R 0:20 KO（右アッパー）                   | UFC on ESPN 59: Namajunas vs. Cortez                                        | 2024年7月13日  |
| ○    | フェリペ・ブネス           | 2R 4:31 TKO（パウンド）                    | UFC Fight Night: Ankalaev vs. Walker 2                                      | 2024年1月13日  |
| ○    | ケビン・ボルハス           | 5分3R終了 判定3-0                          | UFC 295: Procházka vs. Pereira                                              | 2023年11月11日 |
| ○    | ジャルガス・ジュマグロフ   | 5分3R終了 判定2-1                          | UFC on ABC 5: Emmett vs. Topuria                                            | 2023年6月24日  |
| ○    | クリーブランド・マクリーン | 2R 4:49 リアネイキドチョーク               | Fury FC 72: Fury Fighting Championship 72 【Fury FCフライ級タイトルマッチ】 | 2022年12月18日 |
| ○    | パリス・モラン             | 2R 0:36 TKO（パウンド）                    | Fury FC 67: Fury Fighting Championship 67                                   | 2022年8月14日  |
| ○    | マリオ・スアゾ             | 2R 4:23 カーフスライサー                   | Fury FC 62: Fury Fighting Championship 62                                   | 2022年5月15日  |
| ○    | アンジェロ・トルヒーヨ     | 1R 1:36 KO（右ハイキック）                 | Fury FC 60: Fury Fighting Championship 60                                   | 2022年4月24日  |
| ○    | フランシスコ・オバンド     | 1R 3:08 TKO（スタンドパンチ連打→パウンド） | Fury FC 57: Fury Fighting Championship 57                                   | 2022年2月11日  |
| ×    | デボン・ジャクソン         | 2R 4:58 リアネイキドチョーク               | Fury FC 55: Fury Fighting Championship 55                                   | 2021年12月19日 |
| ○    | チェイス・イースタム       | 2R 3:24 TKO（パウンド）                    | Fury FC 54: Fury Fighting Championship 54                                   | 2021年11月21日 |
| ○    | トニー・エスキベル         | 2R 2:14 TKO（ボディへの膝蹴り）            | Fury FC 52: Fury Fighting Championship 52                                   | 2021年10月17日 |

## 獲得タイトル
- Fury FCフライ級王座（2022年）

## 表彰
- UFC ファイト・オブ・ザ・ナイト（1回）